# 3522 Бекер
3522 Бекер (3522 Becker) — астероїд головного поясу, відкритий 21 вересня 1941 року.
Тіссеранів параметр щодо Юпітера — 3,118.